# 中国人民解放军陆军合成第一八八旅
合成第一八八旅（英語：188th Combined Arms Brigade），又称“野八旅”，是中国人民解放军海军陆战队下辖的一个合成旅。

## 概述
1937年8月，毛泽东派红军团长孟庆山从延安赴冀中，开辟敌后抗日根据地。年底，以孟庆山为司令员的河北游击军诞生，即本部队前身。在抗日战争中，一八八师的前身部队首创了平原地道战，组建了白洋淀雁翎队、敌后武工队等名声大噪的河北敌后抗日武装力量。抗日战争结束后整编为一八八师。
1951年3月，一八八师成为首批换装苏械的中国人民志愿军部队，随后便入朝投入第五次战役，率先突破临津江，全歼英军第27旅但并未能再向前一步。随后跟随六十三军奉命死守铁原，阻挡人数数倍于己的美国陆军第八集团军突击，以极大的伤亡为代价成功阻止了美军的攻势并掩护兄弟部队和志愿军司令部成功转移。
2003年，六十三集团军撤销，摩步一八八师缩编为机械化步兵旅，2017年改为合成旅。
2023年，据悉野八旅转隶海军陆战队。

## 沿革
参考资料：
| 部隊番號                     | 使用時期                 |
| ---------------------------- | ------------------------ |
| 河北游击军第一师             | 1937年12月12日-1938年5月 |
| 八路军冀中军区第四军分区     | 1938年5月-1940年7月      |
| 八路军冀中军区第九军分区     | 1940年7月-1945年10月     |
| 冀中纵队第十三旅             | 1945年10月-1946年6月     |
| 晋察冀军区第八旅             | 1946年6月-1949年1月      |
| 中国人民解放军第一八八师     | 1949年1月-1960年1月      |
| 陆军第一八八师               | 1960年1月-1985年7月      |
| 摩托化步兵第一八八师         | 1985年7月-2003年4月      |
| 机械化步兵第一八八旅         | 2003年4月-2017年2月      |
| 合成第一八八旅               | 2017年2月至2023年初      |
| 据悉转隶海军陆战队，番号未知 | 2023年初至今             |

## 荣誉
- 野八旅：前一八八师，现为本旅
- 群众纪律模范团：前一八八师第五六二团
- 大功团：前一八八师第五六三团
- 钢铁第一营：前一八八师第第五六二团第一营

## 人物
- 燕秀峰（1924-2010）：著名敌后抗日英雄，曾被授予“一级战斗英雄”称号，“小兵张嘎”的原型人物
- 八勇士[註 2]：中国人民志愿军第一八八师第五六三团第一连二排在铁原阻击战中仅存的8人被包围且弹尽粮绝后不愿投降，选择跳崖自尽，3人幸存后爬回原部队[3]。

## 文学创作
- 《小兵张嘎》：抗日电影、小说与电视剧，基于一八八师前身之一的白洋淀雁翎队与小兵“张嘎子”
- 《敌后武工队》：馮志创作，以冀中军区第九军分区（一八八师前身）带领冀中民众在敌后抗日鬥爭作為故事背景，後被改編成電影和電視劇。